# Безбедносне контроле
Безбедносне контроле су заштитне мере (противмере) чији циљ је избегавање, заустављање, уочавање или умањење (минимизација) безбедносних ризика.
Безбедносне контроле могу бити класификоване по неколико критеријума, а најчешћи је према тренутку појављивања или деловања штетног догађаја (оствареног ризика):
- пре манифестације — превентивне контроле — имају за циљ да спрече штетан догађај (нпр. онемогућавањем неовлашћеног приступа);
- у току манифестације — детективне контроле — имају за циљ да идентификују штетан догађај (нпр. активирањем противпровалног аларма);
- након завршетка деловања штетног догађаја — корективне контроле — имају за циљ да ограниче обим, утицај и штету проузроковану штетним догађајем (нпр. активирањем аутоматског система за гашење пожара).